# Śmiechosteron
Śmiechosteron – DVD Kabaretu Skeczów Męczących.

## Lista utworów na DVD
1. Nasza Klasa
2. Wesele
3. Po kolędzie
4. Dopalacze
5. Piosenka Trenera
6. Śruba - Dowcip Jolki
7. Urodziny Kłaka
8. Kocham Cię Polsko
9. Trfam Tele-Gra
10. Hymn Euro 2012

## Bisy
1. Krzynówek
2. Piosenka Ekologiczna